# A román lej (1952) pénzjegyei
A román lej pénzjegyei az 1952-es romániai pénzreform keretében bevezetett román valuta (ISO kód: ROL) készpénzállományának részét képezték. A pénzjegyeknek hat sorozatát adták ki, melyek közül az első négy ofszetnyomással készült, a hatodik pedig papír helyett polimer alapanyagra. A bankjegyek közül már egy sincs forgalomban, mivel 2005-ben újabb pénzreform keretében redenominálták a lejt, azaz RON ISO kóddal új valutát vezettek be.

## Első kiadás (1952)
| Kép                                                             | Kép                                                  | Névérték                                             | Méret                                                | Leírás                                               | Leírás                                               | Dátumok                                              | Dátumok                                              |
| Előoldal                                                        | Hátoldal                                             | Névérték                                             | Méret                                                | Előoldal                                             | Hátoldal                                             | Nyomtatás                                            | Kibocsátás                                           |
| A Román Népköztársaság által kibocsátott államjegyek            | A Román Népköztársaság által kibocsátott államjegyek | A Román Népköztársaság által kibocsátott államjegyek | A Román Népköztársaság által kibocsátott államjegyek | A Román Népköztársaság által kibocsátott államjegyek | A Román Népköztársaság által kibocsátott államjegyek | A Román Népköztársaság által kibocsátott államjegyek | A Román Népköztársaság által kibocsátott államjegyek |
| --------------------------------------------------------------- | ---------------------------------------------------- | ---------------------------------------------------- | ---------------------------------------------------- | ---------------------------------------------------- | ---------------------------------------------------- | ---------------------------------------------------- | ---------------------------------------------------- |
|                                                                 |                                                      | 1 L                                                  | 118 × 57 mm                                          | Értékjelzés                                          | Címer                                                | 1952.                                                | 1952. január 26.                                     |
|                                                                 |                                                      | 3 L                                                  | 122 × 61 mm                                          | Értékjelzés                                          | Címer                                                | 1952.                                                | 1952. január 26.                                     |
|                                                                 |                                                      | 5 L                                                  | 122 × 65 mm                                          | Fiatal nő portréja                                   | Gátépítési jelenet                                   | 1952.                                                | 1952. január 26.                                     |
| A Banca Republicii Populare Române által kibocsátott bankjegyek |                                                      |                                                      |                                                      |                                                      |                                                      |                                                      |                                                      |
|                                                                 |                                                      | 10 L                                                 | 135 × 73 mm                                          | Munkásportré                                         | Kőfejtési jelenet                                    | 1952.                                                | 1952. január 26.                                     |
|                                                                 |                                                      | 25 L                                                 | 148 × 80 mm                                          | Tudor Vladimirescu                                   | Aratási jelenet                                      | 1952.                                                | 1952. január 26.                                     |
|                                                                 |                                                      | 100 L                                                | 168 × 90 mm                                          | Nicolae Bălcescu                                     | Casa Scânteii                                        | 1952.                                                | 1952. január 26.                                     |
| A képeken 0,7 pixel felel meg 1 milliméternek.                  |                                                      |                                                      |                                                      |                                                      |                                                      |                                                      |                                                      |

## Második kiadás (1966)
| Kép                                            | Kép      | Névérték | Méret       | Leírás              | Leírás                   | Dátumok   | Dátumok           |
| Előoldal                                       | Hátoldal | Névérték | Méret       | Előoldal            | Hátoldal                 | Nyomtatás | Kibocsátás        |
| ---------------------------------------------- | -------- | -------- | ----------- | ------------------- | ------------------------ | --------- | ----------------- |
|                                                |          | 1 L      | 103 × 52 mm | Románia címere      | Értéke                   | 1966.     | 1966. november 1. |
|                                                |          | 3 L      | 114 × 57 mm | Románia címere      | Értéke                   | 1966.     | 1966. november 1. |
|                                                |          | 5 L      | 124 × 62 mm | Románia címere      | Kikötő                   | 1966.     | 1966. november 1. |
|                                                |          | 10 L     | 131 × 65 mm | Románia címere      | Aratás                   | 1966.     | 1966. november 1. |
|                                                |          | 25 L     | 140 × 70 mm | Tudor Vladimirescu  | Gyár                     | 1966.     | 1966. november 1. |
|                                                |          | 50 L     | 145 × 72 mm | Alexandru Ioan Cuza | Művelődési otthon (Iaşi) | 1966.     | 1966. november 1. |
|                                                |          | 100 L    | 153 × 75 mm | Nicolae Bălcescu    | Román Atheneum           | 1966.     | 1966. november 1. |
| A képeken 0,7 pixel felel meg 1 milliméternek. |          |          |             |                     |                          |           |                   |

## Harmadik kiadás (1991–1992)
A Romániában a demokratizálódás velejárója volt a fogyasztási cikkek állami támogatásának megszüntetése, az árliberalizáció, az lej többszöri drasztikus leértékelése és az évi több száz százalékos infláció. A lej gyors értékvesztése miatt rövid időn belül új, nagycímletű bankjegyeket kellett forgalomba hozni. Mivel az ország új címeréről nem sikerült döntést hozni, ezeken a bankjegyeken nem szerepelt címer. A bankjegyek megjelenése eltért a korábbitól, és bár megjelentek új biztonsági elemek, mint a biztonsági szál és a vízjel, a bankjegyek továbbra is egyszerű ofszet nyomdatechnikával készültek.
| Kép                                            | Kép      | Névérték | Méret       | Leírás              | Leírás                                                           | Dátum            |
| Előoldal                                       | Hátoldal | Névérték | Méret       | Előoldal            | Hátoldal                                                         | Nyomtatás        |
| ---------------------------------------------- | -------- | -------- | ----------- | ------------------- | ---------------------------------------------------------------- | ---------------- |
|                                                |          | 500 L    | 156 × 74 mm | Constantin Brâncuși | Constantin Brâncuşi                                              | 1991. január     |
| 1991. április                                  |          | 500 L    | 156 × 74 mm | Constantin Brâncuși | Constantin Brâncuşi                                              |                  |
|                                                |          | 1000 L   | 167 × 76 mm | Mihai Eminescu      | Putnai kolostor                                                  | 1991. szeptember |
|                                                |          | 5000 L   | 172 × 76 mm | Avram Iancu         | Demsusi Szent Miklós templom, Dacian Draco, Gyulafehérvár kapuja | 1992. március    |
| A képeken 0,7 pixel felel meg 1 milliméternek. |          |          |             |                     |                                                                  |                  |

## Negyedik kiadás (1992–1994)
1992. szeptember 10-én elfogadták az új román címert, így az előző bankjegysort immár a címer feltüntetésével hozták forgalomba. Két új címlet, a kétszáz és a tízezer lejes is forgalomba került, továbbá az ötszáz lejes megjelenését hozzáigazították a sorozat többi tagjához.
| Kép                                            | Kép      | Névérték | Méret       | Leírás              | Leírás                                            | Dátum          |
| Előoldal                                       | Hátoldal | Névérték | Méret       | Előoldal            | Hátoldal                                          | Nyomtatás      |
| ---------------------------------------------- | -------- | -------- | ----------- | ------------------- | ------------------------------------------------- | -------------- |
|                                                |          | 200 L    | 155 × 76 mm | Grigore Antipa      | Duna-delta                                        | 1992. december |
|                                                |          | 500 L    | 160 × 76 mm | Constantin Brâncuși | Constantin Brâncuși-művek                         | 1992. december |
|                                                |          | 1000 L   | 167 × 76 mm | Mihai Eminescu      | Putnai kolostor                                   | 1993. május    |
|                                                |          | 5000 L   | 172 × 76 mm | Avram Iancu         | Demsusi templom, Gyulafehérvár kapuja, dák jelkép | 1993. május    |
|                                                |          | 10 000 L | 180 × 76 mm | Nicolae Iorga       | Şuţui palota                                      | 1994. február  |
| A képeken 0,7 pixel felel meg 1 milliméternek. |          |          |             |                     |                                                   |                |

## Ötödik kiadás (1996–2000)
| Kép                                            | Kép      | Névérték  | Méret       | Leírás                           | Leírás                      | Dátumok   | Dátumok          | Dátumok            | Dátumok          |
| Előoldal                                       | Hátoldal | Névérték  | Méret       | Előoldal                         | Hátoldal                    | Nyomtatás | Kibocsátás       | Visszavonás        | Elévülés         |
| ---------------------------------------------- | -------- | --------- | ----------- | -------------------------------- | --------------------------- | --------- | ---------------- | ------------------ | ---------------- |
|                                                |          | 1000 L    | 140 × 61 mm | Mihai Eminescu                   | Histriai romok, hársfavirág | 1998.     | 1998. június 1.  | 2001. december 17. | 2002. február 1. |
|                                                |          | 5000 L    | 145 × 64 mm | Lucian Blaga                     | Kereszt                     | 1998.     | 1998. június 1.  | 2002. június 17.   | 2002. október 1. |
|                                                |          | 10 000 L  | 150 × 67 mm | Nicolae Iorga, fecsketárnics     | Curtea de Argeș-i kolostor  | 1999.     | 1999. július 15. | 2002. december 16. | 2003. július 1.  |
|                                                |          | 50 000 L  | 155 × 70 mm | George Enescu, kerti szegfű      | Sphinx a Bucegi hegységen   | 1996.     |                  | 2002. december 16. | 2003. július 1.  |
|                                                |          | 50 000 L  | 155 × 70 mm | George Enescu, kerti szegfű      | Sphinx a Bucegi hegységen   | 2000.     | 2000. március 6. | 2004. március 1.   | 2005. január 1.  |
|                                                |          | 100 000 L | 160 × 73 mm | Nicolae Grigorescu, orvosi zilíz | Olténiai hagyományos ház    | 1998.     | 1998. június 1.  | 2004. március 1.   | 2005. január 1.  |
| A képeken 0,7 pixel felel meg 1 milliméternek. |          |           |             |                                  |                             |           |                  |                    |                  |

## Hatodik kiadás (1999–2003)
Az 1999. augusztus 11-i teljes napfogyatkozás alkalmára kiadott kétezer lejes volt az első polimer bankjegy Romániában, s hamarosan az összes papírpénzt polimerre cserélték, de küllemük és méretük nem változott. Az ezer- és ötezer lejest fémpénzzel helyettesítették, és sor került az 500 000 és 1 000 000 lejes bankjegyek kiadására is. Románia az első európai ország, amely teljes mértékben áttért a műanyag alapú bankjegygyártásra, bár nem az egyetlen ország, ahol polimer bankjegyeket adtak ki.
A polimer bankjegyek bevezetése kétségtelenül növeli a hamisítással szembeni biztonságot és a bankjegyek élettartamát, de jelentős volt a beruházásigénye. Emellett más szempontból is érte kritika az intézkedést: voltak papírpénzek (pl. a tízezer lejes) melyek mindössze egy évvel korábban kerültek forgalomba. Ráadásul Románia tervezi az euró bevezetését, melynek bankjegyei papírból készülnek, és az euróövezet bankjegygyártási kapacitása elég nagy ahhoz, hogy a román pénzjegynyomdára ne legyen szükség, így kérdéses, hogy célszerű volt-e a beruházás.
| Kép                                            | Kép      | Névérték    | Méret       | Leírás                               | Leírás                                  | Dátumok   | Dátumok              | Dátumok           | Dátumok          |
| Előoldal                                       | Hátoldal | Névérték    | Méret       | Előoldal                             | Hátoldal                                | Nyomtatás | Kibocsátás           | Visszavonás       | Elévülés         |
| ---------------------------------------------- | -------- | ----------- | ----------- | ------------------------------------ | --------------------------------------- | --------- | -------------------- | ----------------- | ---------------- |
|                                                |          | 2000 L      | 143 × 63 mm | Napfogyatkozás (1999. augusztus 11.) | Románia térképe a totalitás sávjával    | 1999.     | 1999. augusztus 2.   | 2004. november 1. | 2005. április 1. |
|                                                |          | 10 000 L    | 150 × 67 mm | Nicolae Iorga, fecsketárnics         | A Curtea de Argeș-i katedrális          | 2000.     | 2000. szeptember 18. | 2007. január 1.   | Meghatározatlan  |
|                                                |          | 50 000 L    | 155 × 70 mm | George Enescu, kerti szegfű          | Román Athenaeum                         | 2001.     | 2001. december 14.   | 2007. január 1.   | Meghatározatlan  |
|                                                |          | 100 000 L   | 160 × 73 mm | Nicolae Grigorescu, orvosi zilíz     | Hagyományos olteniai ház                | 2001.     | 2001. november 12.   | 2007. január 1.   | Meghatározatlan  |
|                                                |          | 500 000 L   | 165 × 76 mm | Aurel Vlaicu, havasi gyopár          | Vlaicu II repülőgépterv                 | 2000.     | 2000. október 23.    | 2007. január 1.   | Meghatározatlan  |
|                                                |          | 1 000 000 L | 168 × 78 mm | Ion Luca Caragiale, illatos ibolya   | Bukaresti Nemzeti Színház (régi épület) | 2003.     | 2003. december 5.    | 2007. január 1.   | Meghatározatlan  |
| A képeken 0,7 pixel felel meg 1 milliméternek. |          |             |             |                                      |                                         |           |                      |                   |                  |

Források: 
- www.numismatica.as.ro